# Christiana Carteaux Bannister
Christiana Carteaux Bannister, född 1819, död 1902, var en amerikansk affärsidkare och abolitionist.
Hon var en framgångsrik hårfrisörska, som byggde upp och mellan 1847 och 1871 ägde en kedja hårsalonger i Boston. Hon var av afroamerikanskt ursprung och aktiv som abolitionist, och verksam inom den underjordiska järnvägen.